# Patria (Schiff, 1911)
Die Patria (Spanisch: Vaterland) war ein kubanisches Kriegsschiff, das nach unterschiedlichen Quellen wahlweise als Kreuzer oder Kanonenboot bezeichnet wird. Es diente von 1911 bis nachweislich Mitte der 1960er Jahre in der kubanischen Kriegsmarine (bis 1964 „Marina de Guerra“). 1931 war die Patria an der Niederschlagung einer Revolution in der Hafenstadt Gibara beteiligt.

## Geschichte
Nach dem Kreuzer Cuba war die Patria das zweite Kriegsschiff, das eigens für die 1909 gegründete Kriegsmarine erworben worden war. Bis dahin bestand die Marine hauptsächlich aus ehemaligen Einheiten der spanischen Armada, die nach dem Ende des Spanisch-Amerikanischen Krieges von der kubanischen Küstenwache („Guardia Costa“) übernommen worden waren. Wie die Cuba war die Patria durch einen Vertrag vom 17. November 1910 bei William Cramp and Sons in Philadelphia von der kubanischen Regierung in Auftrag gegeben worden.
Offenbar diente die Patria von Anfang an als Schulschiff. 1917/18 wurde sie in den USA überholt. Grund war offenbar die Kriegserklärung an das Deutsche Reich am 7. April 1917 im Zuge des Ersten Weltkriegs. Beide Schiffe wurden 1936/37 in den USA modernisiert und umgebaut, erneut 1949 bis 1952. Beim ersten Umbau wurde der zweite Schornstein entfernt; vermutlich aufgrund des Einbaus einer Ölfeuerung. Einzelheiten sind aufgrund mangelnder Primärquellen offenbar nicht bekannt. In Weyers Taschenbuch der Kriegsflotten von 1943/44 zeigt eine Skizze von Erich Gröner den hier als Kanonenboot bezeichneten Kreuzer mit nur einem Schornstein.
Noch Mitte der 1960er Jahre diente die Patria in Mariel als Hulk weiterhin der Ausbildung. Einsätze während des Zweiten Weltkriegs sind nicht überliefert. Das Endschicksal ist unbekannt.

## Beschießung von Gibara 1931
Im August 1931 versuchte eine Gruppe von Revolutionären, die einem Revolutionskomitee des Ex-Präsidenten Mario García Menocal und des Ex-Militär Carlos Mendieta y Montefur unterstand, den diktatorisch regierenden Präsident Gerardo Machado zu stürzen. Hierzu charterten die Rebellen in New York City den deutschen Dampfer Ilse Vormauer. Die Ilse Vormauer setzte am 17. August eine rund vierzigköpfige Rebellentruppe in Gibara ab, verließ aber offenbar unmittelbar darauf den Hafen. Die Rebellen wurden teilweise durch Stadtbewohner unterstützt.
Noch bevor regierungstreue Heereseinheiten eintrafen, begann die Patria von den Rebellen besetzte strategische Punkte im Hafen unter Feuer zu nehmen, wurde dann aber von den Rebellen selbst mit einer Flak unter Beschuss genommen und musste sich zurückziehen. Nach Angaben der Aufständischen fielen dabei einige Besatzungsangehörige der Patria. Als Landtruppen mit Luftunterstützung eingriffen, unterstützte die Patria deren Vorgehen mit ihren Suchscheinwerfern. Die Revolution endete mit einer totalen Niederlage der Aufständischen. Angeblich waren durch den Beschuss der Patria auch drei Kinder getötet worden.